# Hudcovce
Hudcovce (węg. Hegedűsfalva) – wieś (obec) na Słowacji, położona w kraju preszowskim w powiecie Humenné. Pierwsza wzmianka pisemna o miejscowości pojawiła się w roku 1467.
Miejscowość położona jest nad rzeką Ondavka, przy drodze 558.
Na przełomie XVII i XVIII wieku w miejscowości znajdował się drewniany kościół ewangelicko-augsburski.